# Vavrišovo
Vavrišovo (ungarisch Vavrisó) ist eine Gemeinde im Norden der Slowakei mit 689 Einwohnern (Stand 31. Dezember 2024), die zum Okres Liptovský Mikuláš, einem Teil des Žilinský kraj, gehört und zur traditionellen Landschaft Liptau gezählt wird.

## Geographie

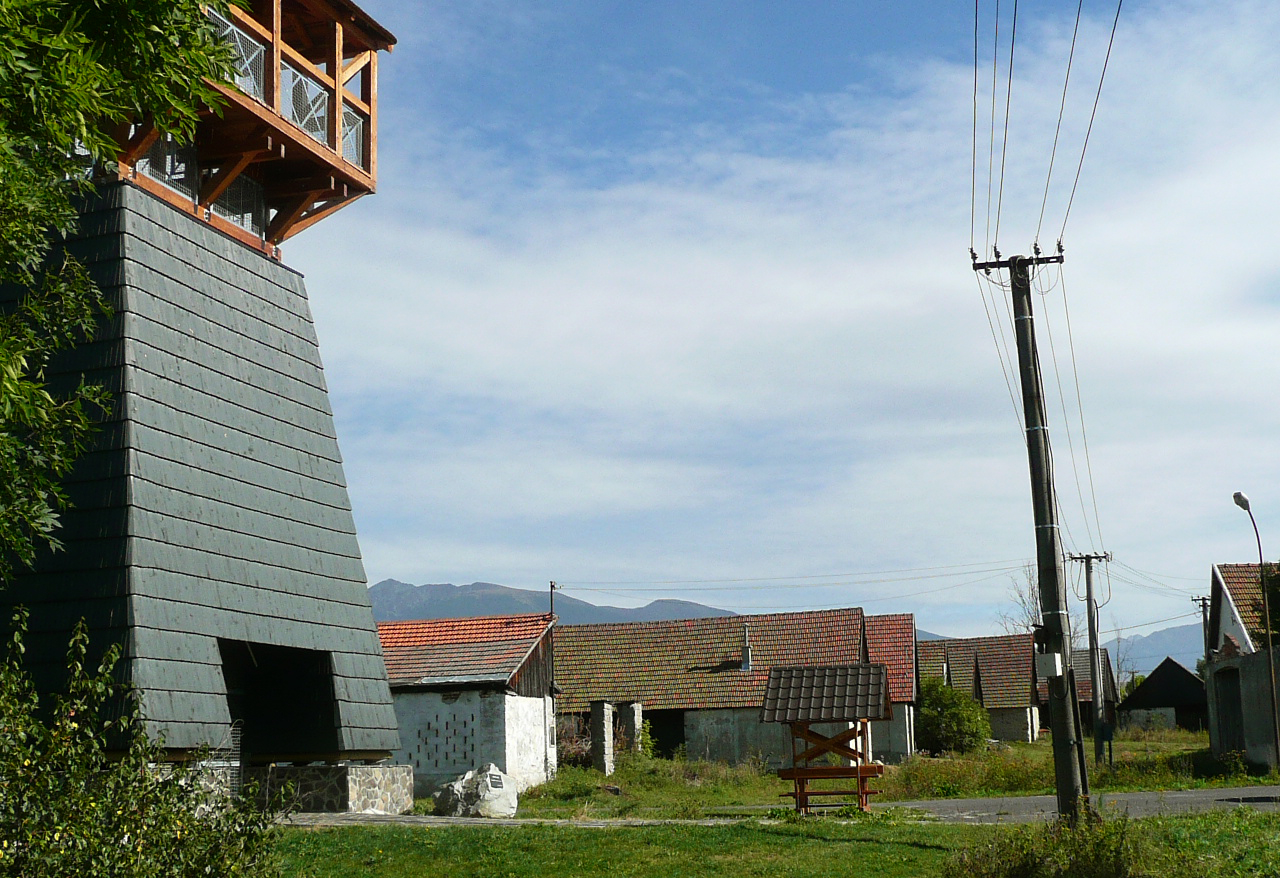
Ortsbild mit typischen Häusern, links Museumsturm

Die Gemeinde befindet sich im Talkessel Liptovská kotlina (Teil der größeren Podtatranská kotlina) am rechten Ufer der Belá, unterhalb der Westtatra. Das Ortszentrum liegt auf einer Höhe von 700 m n.m. und ist sechs Kilometer von Liptovský Hrádok sowie 15 Kilometer von Liptovský Mikuláš entfernt.
Nachbargemeinden sind Pribylina im Norden und Nordosten, Liptovský Hrádok (über den Stadtteil Dovalovo) im Osten und Südosten, Liptovský Peter im Süden und Südwesten sowie Jamník im Westen und Nordwesten.

## Geschichte
Vavrišov wurde zum ersten Mal 1286 als Vayrasou (nach anderen Quellen erst 1346 als Waurisow) schriftlich erwähnt und ist nach dem ersten Gutsbesitzer, einem gewissen Lorenz (slowakisch Vavrinec) benannt. Im August 1709 fand in der Gemarkung Švihrová eine Schlacht zwischen den Kuruzzen und pro-habsburgischen Labanzen statt, in deren Folge das Dorf vollkommen zerstört wurde. Bald danach wurde es aber wieder aufgebaut und hatte 1715 36 Steuerpflichtige. 1828 zählte man 60 Häuser und 464 Einwohner, die Handwerker, Landwirte und Steinmetzger waren. In der zweiten Hälfte des 19. Jahrhunderts arbeiteten die Einwohner in größerer Zahl als Maurer in der ungarischen Hauptstadt Budapest.
Bis 1918 gehörte der im Komitat Liptau liegende Ort zum Königreich Ungarn und kam danach zur Tschechoslowakei beziehungsweise heute Slowakei.

## Bevölkerung
| Jahr                | 1994 | 2004     | 2014     | 2024    |
| ------------------- | ---- | -------- | -------- | ------- |
| Anzahl der Personen | 515  | 598      | 672      | 689     |
| Unterschied         |      | +16,11 % | +12,37 % | +2,52 % |

| Jahr                | 2023 | 2024    |
| ------------------- | ---- | ------- |
| Anzahl der Personen | 688  | 689     |
| Unterschied         |      | +0,14 % |

Nach der Volkszählung 2011 wohnten in Vavrišovo 655 Einwohner, davon 543 Slowaken, 18 Roma, 3 Tschechen sowie jeweils 1 Deutscher, Magyare, Russe und Ukrainer. 89 Einwohner machten keine Angabe zur Ethnie.
301 Einwohner bekannten sich zur Evangelischen Kirche A. B., 108 Einwohner zur römisch-katholischen Kirche, 24 Einwohner zu den Baptisten, 7 Einwohner zur evangelisch-methodistischen Kirche, 5 Einwohner zu den Zeugen Jehovas, jeweils 2 Einwohner zur griechisch-katholischen Kirche und zur orthodoxen Kirche sowie jeweils 1 Einwohner zur jüdischen Gemeinde und zur reformierten Kirche; 1 Einwohner bekannte sich zu einer anderen Konfession. 89 Einwohner waren konfessionslos und bei 114 Einwohnern wurde die Konfession nicht ermittelt.

## Bauwerke
- evangelische Kirche im neoromanischen Stil aus den Jahren 1881–84
- baptistische Kirche im neoklassizistischen Stil aus den Jahren 1887–88